# Willem Drost
Willem Drost (19. dubna 1633 Amsterdam – 25. února 1659 Benátky) byl nizozemský malíř a nejlepší Rembrandtův žák. Později pracoval v Benátkách, kde se orientoval na tenebrismus a vedl malíře Johanna Karla Lotha.

## Život

### Raná léta
V souvislosti s Rembrandtem je uváděn malíř Willem Drost. Tento málo známý umělec se narodil roku 1633 ve čtvrti Nieuwe Kerk v Amsterdamu. Jeho otcem byl Jan Barentsz (1587–1639), který je nejprve uváděn jako knihvazač, knihkupec a dokonce i jako učitel. Spolu s Marritje Cleasdr měli osm dětí. Po manželově smrti je uváděna jako pozůstalá vdova se čtyřmi dětmi. Dcera se provdala za výrobce nábytku a nejstarší syn byl lazebníkem, který oslabenou rodinu dlouhodobě podporoval.

#### Rembrandtův ateliér
V patnácti letech vstoupil do učení k Rembrandtovi. Kruh kolem Rembrandta čítal v průběhu let kolem padesáti malířů. Ačkoliv je často považován za osamělého génia, vychoval řadu umělců a ovlivnil několik dalších generací. K nejnadanějším patřil Willem Drost. Kontakt na Rembrandta zřejmě zprostředkoval ebenista Herman Doome, jehož syn Lambert byl také následovníkem Rembrandtovým. Odborné publikace kladou učení u mistra Rembrandta buď do roku 1648 nebo do rozmezí let 1650–1652. Do svého odchodu do Benátek maloval pod zřejmým rembrandtovským vlivem.

## Italský pobyt, vliv tenebrismu
Kolem roku 1655 či 1656 se přestěhoval do Itálie, krátce zřejmě zavítal do Říma a odtud pokračoval do Benátek. Vstoupil mezi umělce ovládající techniky mistra ostrého svitu Caravaggia (1571–1610). Drosta zaujal zejména španělský malíř José de Ribera. Malíři tenebrismu využívali protikladu zatemnělého pozadí, před které kladli silně ozářené postavy. Přítomnost trojdimenzionálního vyznění supluje temnosvit, který smazává ostré přechody. Mezi zástupci jmenujme Giana Battistu Langettiho a Antonia Zanchiho a také Carla Lotha.

### Učitel Lothův
Drost se rychle etabloval, kvality mladičkého malíře dokládá dochovaná korespondence florentského agenta dvora Cosima III. Medici v Benátkách. Jelikož se kníže zajímal roku 1685 o nákup Drostova portrétu, napsal agent, že Drost „byl slovutným umělcem své doby a mistrem Carla Lotha, jenž je stále živ a na kterého Drost dohlížel.“ Dokázal velmi mlád, ve věku okolo dvaceti dvou let, podávat takový výkon, že mohl nasměrovat svého o rok staršího současníka Carla Lotha. Loth pocházející z Mnichova, se narodil roku 1632 a v Benátkách si získal světovou klientelu. Před svou smrtí dokonce tento „Apelles“ zastával funkci dvorního říšského malíře. Využívá stejných postav ba i námětů ve svých obrazech jako Drost, blízkost je patrná především v mytologických kompozicích. Nutno připomenout, že Humprecht Jan Černín, který pobýval v Benátkách ještě za Drostova života, zakoupil nespecifikovanou mytologickou malbu.

## Spekulace kolem úmrtí
Díky zaměňování za Jacoba van Dorstena se předpokládalo, že Drost zemřel v Nizozemí daleko později než roku 1659. Ve skutečnosti zemřel po dlouhé nemoci s horečkou a dýchacími problémy v domě nizozemského obchodníka v Benátkách Cornelia van Baerle. Ještě před smrtí pracoval Drost na čtveřici obrazů evangelistů, stihl dokončit jeden, zbytek obrazů za něj převzal jeho žák a přítel Carl Loth.

## Dílo

### Rozsah Drostova díla a polemika
Rozsah díla je problematické určit. Poprvé je uváděn jako žák Rembrandtův roku 1656 v inventáři bratří Corregiů. Rembrandt vedl dílnu jinak než Rubens, nemaloval monumentální obrazy do zámků a na oltáře. Objednavateli bylo především měšťanstvo a tomu odpovídá i jiná tematika děl. Jestliže měl Rembrandt 50 učedníků či následovníků a velká část přejala jeho malbu do detailu, a připomeneme-li občasnou taktiku obchodníků, kteří nechávali tato díla signovat jako Rembrandtův výtvor, stává se určení děl terčem polemik a útoků historiků umění mezi sebou. Není divu, že uměleckohistorické magazíny plní vždy po Rembrandtově výstavě čilý ruch spekulací a pochyb o autorském určení. Velkou prací přispěl na poli kresby historik umění Werner Sumowski ve dvanácti svazcích Drawings of the Rembrandt school, kde zařadil mistrovy jednotlivé žáky. Drostovi připsal na 26 kreseb. Podobně objevným skutkem bylo vydání Drostovy monografie z roku 2002, která vzešla z výzkumu Jonathana Bikkera.

### Rembrandteskní malba a příběh pražského obrazu
K rembrandtovskému nádechu zlatavého světla uveďme obraz Danielovo vidění z berlínských sbírek, který je obyčejně datován k roku 1650. Velice se blíží dokonalosti Rembrandtově. Po roce 1650 vznikl patrně i obraz uložený v pražské Národní galerii. Zvěstování Panně Marii" poukazuje na Mariin výraz v momentě, kdy jí anděl sděluje radostnou zvěst. Na Mariinu tvář se snáší božská zář, velké překvapení a nenadálé vyrušení vyjadřuje i moment padající knihy. Obraz není úplný, zřejmě požárem v blíže neurčené době se poničil a byl zmenšen, jinak by zde byl zachycen archanděl Gabriel. Vincenc Kramář doporučil nákup obrazu v roce 1923 a připisoval jej Rembrandtovi, o čemž svědčila i signatura. Obraz byl zakoupen, ale určení nebylo definitivní, mělo se jednat o první Rembrandtův obraz v českých veřejných sbírkách. V 30. letech nebyl zahrnut do významného inventáře mistrova díla od historika umění Brediuse a teprve nedávno byl připsán Willemu Drostovi. Signatura poukazuje na vztah učitele k žákům. Rembrandt, když uznal, že práce žákova dosahuje kvalit, neváhal obrazy signovat.

### Dvojice portrétů a Drostova modelka
V průběhu padesátých let se Drost stal samostatným malířem činným v Amsterdamu. Ani další dvojice obrazů (portrét ženy v Museum Bredius v Haagu, mužský portrét v Metropolitním muzeu umění v New Yorku), se neobejde bez dohadů. Portréty vznikly někdy kolem roku 1653, tedy ještě za pobytu v Amsterdamu. Dvojice portrétů, když ji postavíme vedle sebe, poukazuje na to, že se nejedná o manžely, to by musil muž mít ženu po své levici. Spíše se jedná o snoubence. Muž se velice podobá figuře na autoportrétní kresbě, kterou rok předtím načrtl, patrné to je především v partii očí a nosu. Podepsal se a vročil jako „W DROST/1652“ (Rijksmuseum, Amsterdam).
O domnělé ženě nic nevíme, archivní podklady selhávají. Dosud se nenašly dokumenty, které by odpověděly na otázku, zda byl ženatý. Předpokládejme, že možná nastávající nebo manželka zemřela či se oženili. Svou ženu by bezpochyby ponechal doma před odchodem do Itálie. Bývalo běžné se na riskantní cestu vydat sám, zvláště když umělec neměl zahraniční kontakty.
Obraz muže obsahuje na nápisce jméno Rembrandtovo, druhotný zásah byl odhalen při restaurování. Zřejmě se jedná o výsledek obchodní taktiky, aby se lépe obraz zpeněžil. Pod nápiskou najdeme pozůstatek po Drostově signatuře. Obraz demonstruje vlastní osobu malíře a její dovednost.
Líbezná tvář ženy nás dovádí k dalším pracím, které stihl vymalovat ještě v Nizozemí. Žena v brokátových šatech (Wallace Collection, Londýn) z anglických sbírek je důvěrně známa svou tváří z předchozího portrétu ženy. Pozoruhodné je, že častokrát volí Drost osvětlení z levého horního rohu.
Pojmenování pro další obraz vychází především s podobnosti s Domenichinovou prací počátku 17. století, Sibylou Kumskou. Právě ona podle středověkého přesvědčení předpovídala Spasitelův příchod. Na obou obrazech nalézáme ženskou polopostavu s knihou či svitkem v rukou v honosném oděvu. Obraz Drostův ze sbírek Metropolitního muzea v New Yorku je poněkud zešeřený, jako by zpřesňoval dávnost doby věštkyně. Srovnává se s pozdními díly Rembrandtovými. Dívka z výše zmíněného portrétu je zde idealizovaná pro náboženský účel obrazu. Při rentgenovém zkoumání se našly stopy starší malby pod stávající.